# Siamo tutti campioni!
Siamo tutti campioni! (Charlie Brown's All Stars!) è uno speciale televisivo d'animazione del 1966 prodotto e diretto da Bill Melendez. È il secondo speciale animato basato sulla striscia a fumetti Peanuts di Charles M. Schulz, anche sceneggiatore del cartone animato, e fu trasmesso negli Stati Uniti sulla CBS l'8 giugno 1966; fu replicato annualmente sulla stessa rete fino al 1971, rimuovendo le scene create per sponsorizzare la Coca-Cola e la Dolly Madison (analogamente a quanto fatto col precedente Buon Natale, Charlie Brown!). È stato distribuito anche col titolo Siamo tutti campioni, Charlie Brown, e in home video col titolo originale.

## Trama
La squadra di baseball di Charlie Brown perde la prima partita della stagione e i suoi amici decidono di abbandonare la squadra. Charlie Brown viene a sapere da Linus che alla loro squadra è stata offerta una sponsorizzazione da parte del signor Hennessy, il proprietario di un ferramenta, con la possibilità di partecipare a un campionato organizzato e di ricevere delle uniformi.
Charlie Brown dà la notizia ai suoi compagni e questi decidono di dargli un'altra possibilità rientrando in squadra. Tuttavia, Charlie Brown riceve una telefonata dal signor Hennessy, il quale gli comunica che la lega di baseball non permette alle bambine e ai cani di giocare. Charlie Brown per non tradire i suoi amici rinuncia all'offerta, ma decide di non dire loro nulla (escluso Linus) per non demotivarli nel gioco.
Galvanizzati dalla possibilità di ottenere le uniformi, i ragazzi giocano in modo spettacolare, salvo poi perdere come di consueto quando Charlie Brown decide di rubare la casa base. Infuriata, Lucy dice che se non fosse per le divise non giocherebbe nemmeno. A quel punto Charlie Brown confessa di aver rifiutato l'offerta, senza rivelare le sue ragioni. Quando i ragazzi se ne vanno arrabbiati, Linus rivela loro la verità sul rifiuto di Charlie Brown e anche Schroeder prende le sue difese.
Sinceramente pentite per averlo offeso, le ragazze, aiutate da Snoopy, realizzano con la coperta di Linus un'uniforme da manager per Charlie Brown. Commosso per il regalo, Charlie Brown assicura loro che vinceranno la partita del giorno dopo, ma un temporale impedisce il gioco. Charlie Brown rimane sulla collina del lanciatore sotto la pioggia e quando Linus gli dice che la sua uniforme è stata ricavata dalla sua coperta, lui gliela lascia stringere.

## Personaggi e doppiatori
| Personaggio    | Doppiatore originale     | Doppiatore italiano (1970) | Doppiatore italiano (1982) | Doppiatore italiano (anni '90) | Doppiatore italiano (2022) |
| -------------- | ------------------------ | -------------------------- | -------------------------- | ------------------------------ | -------------------------- |
| Charlie Brown  | Peter Robbins            | Liù Bosisio                | Daniela Fava               | Martino Consoli                | Arturo Sorino              |
| Lucy van Pelt  | Sally Dryer              |                            | Graziella Porta            | Renata Bertolas                | Sara Labidi                |
| Linus van Pelt | Christopher Shea         | Lisa Mazzotti              | Leonardo Cococcia          | Renata Bertolas                |                            |
| Frieda         | Ann Altieri              | Laura Merli                |                            | Alice Pantile                  |                            |
| Schroeder      | Glenn Mendelson          | Milena Albieri             | Guido Bettali              | Vittorio Thermes               |                            |
| Violet         | Karen Mendelson          | Milena Albieri             | Lella Carcereri            | Carolina Gusev                 |                            |
| Pig-Pen        | Geoffrey Ornstein        | Milena Albieri             | Angiolina Gobbi            | Diego Lorenzo Croce            |                            |
| Shermy         | Gabrielle DeFaria Ritter | Milena Albieri             | Giuseppe Calvetti          | Alessio Aimone                 |                            |
| Sally Brown    | Cathy Steinberg          | Laura Merli                | Angiolina Gobbi            | Matilde Ferraro                |                            |
| Patty          | Lynn Vanderlip           | Laura Merli                |                            | Francesca Mancin               |                            |
| Snoopy         | Bill Melendez            | Bill Melendez              | Bill Melendez              | Bill Melendez                  | Bill Melendez              |

## Colonna sonora
La colonna sonora di Siamo tutti campioni! fu composta e diretta da Vince Guaraldi ed eseguita dal Vince Guaraldi Sextet. Non è stato pubblicato alcun album ufficiale della colonna sonora, sebbene due tracce siano state rese disponibili in altrettanti album di Guaraldi:
- "Air Music" è apparsa in Charlie Brown's Holiday Hits (1998), come "Surfin' Snoopy".[5] Il brano è stato poi usato nelle repliche di Buon Natale, Charlie Brown! per la scena in cui Snoopy decora la sua cuccia.[6]
- Una variazione di "Rain, Rain, Go Away" è apparsa in Oh Good Grief! (1968).[7]

## Distribuzione

### Edizione italiana
La prima edizione italiana dello speciale fu trasmessa il 17 aprile 1970 sul Programma Nazionale all'interno del programma Gli eroi di cartone. Nel 1982 lo speciale venne ridoppiato per la messa in onda su Canale 5. Successivamente fu ritrasmesso con un ulteriore doppiaggio negli anni novanta su Junior TV. Nel 2022 è stato distribuito in streaming su Apple TV+ con un quarto doppiaggio, all'interno della serie I classici Peanuts.

### Edizioni home video
Lo speciale fu pubblicato per la prima volta in CED in America del Nord della RCA nel 1983 come parte della raccolta A Charlie Brown Festival Vol. IV. Fu quindi pubblicato in VHS e Betamax dalla Media Home Entertainment nel 1984, insieme a È magico Charlie Brown. Nel 1988 fu distribuito autonomamente in VHS dalla sua etichetta Hi-Tops Video. L'edizione italiana fu distribuita in VHS dalla Multivision l'anno successivo, con il secondo doppiaggio, insieme al precedente Buon Natale, Charlie Brown!. La Paramount Pictures lo pubblicò in VHS in America del Nord il 9 gennaio 1996, insieme a È l'allenamento primaverile, Charlie Brown.
L'edizione italiana fu distribuita in VHS e DVD-Video in edicola dalla Hobby & Work nel 2002 nella collana I cartoni di Snoopy & Friends, con il terzo doppiaggio, insieme a Sei stato eletto, Charlie Brown!. In America del Nord fu pubblicato in DVD dalla Paramount il 2 marzo 2004, come extra di Lucy si allena, Charlie Brown insieme a È l'allenamento primaverile, Charlie Brown. Il 7 luglio 2009 fu pubblicato in DVD in versione rimasterizzata nel primo disco del cofanetto Peanuts 1960's Collection, distribuito in America del Nord dalla Warner Home Video. Il 4 ottobre 2016 fu ripubblicato in DVD autonomamente in America del Nord per il 50º anniversario, con A Charlie Brown Celebration come extra. Il 26 settembre 2017 lo speciale è stato pubblicato in America del Nord in Ultra HD Blu-ray come extra in quello del successivo Aspettando il Grande Cocomero.

## Accoglienza
Lo speciale ebbe un ottimo successo di pubblico, ottenendo uno share del 45%, e ricevette recensioni perlopiù positive. Tuttavia non riuscì a ottenere la stessa risonanza del precedente Buon Natale, Charlie Brown!.

## Riconoscimenti
- 1967 – Primetime Emmy Awards
  - Candidatura al miglior programma per bambini a Lee Mendelson e Bill Melendez[13]
  - Candidatura alle classificazioni speciali dei risultati individuali a Charles M. Schulz[14]
- 1979 – Grammy Award[15]
  - Candidatura alla miglior registrazione per bambini